# Wimborne Minster
Wimborne Minster este un oraș în comitatul Dorset, regiunea South West, Anglia. Orașul se află în districtul East Dorset a cărui reședință este.